# Cryptonanus unduaviensis
La marmosa grácil boliviana (Cryptonanus unduavensis) es una especie de marsupial didelfimorfo de la familia Didelphidae endémica de la mitad nororiental de Bolivia.